# Vier-Augen-Prinzip
Das Vier-Augen-Prinzip (Schreibweise lt. Duden Vieraugenprinzip; englisch two-person rule) ist in der Organisationslehre eine präventive Kontrolle, bei der bestimmte Ablaufabschnitte, Arbeitsabläufe, Arbeitsprozesse, Arbeitsvorgänge, Aufgaben, Entscheidungen, Handlungen oder Prozesse nur durch gleichlautende Entscheidungen von mindestens zwei Personen durchgeführt werden dürfen. Ziel des Vier-Augen-Prinzips ist es, das Risiko von Fehlern und Missbrauch zu reduzieren.

## Allgemeines
Das Vier-Augen-Prinzip ist eine der am häufigsten verwendeten Kontrollmaßnahmen. Es beherrscht alle Organisationen und Institutionen. Die Regierung unterliegt der parlamentarischen Kontrolle, die Judikative kontrolliert die Legislative, wobei Rechtsmittel auch die Kontrolle von Gerichtsurteilen durch höhere Instanzen ermöglichen. Bei Unternehmen ist die klassische Funktionstrennung auf höchster Unternehmensebene die Trennung der Aufgaben der Organe, denn der Vorstand leitet das Unternehmen, führt dessen Geschäfte und vertritt es nach außen. Der Aufsichtsrat überwacht wiederum den Vorstand. 

## Organisation
Das Vier-Augen-Prinzip erfordert meist mehr Personal, weil eigens eine mit Kontrollaufgaben betraute Arbeitskraft vorhanden sein muss. Damit ist ausgeschlossen, dass die Kontrolle und die kontrollierte Tätigkeit von derselben Arbeitskraft wahrgenommen werden (Interessenkollision). Erforderlich ist, dass die beiden Arbeitskräfte voneinander persönlich (weder miteinander verwandt noch miteinander verheiratet) und organisatorisch (getrennt durch verschiedene Funktionen und Stellen) unabhängig sind. Auch durch die Unternehmensfunktion der Internen Revision kann bedingt das Vier-Augen-Prinzip ausgeübt werden.

## Anwendungsfälle
In Unternehmen ist das Vier-Augen-Prinzip verwirklicht bei betrieblichen Funktionen wie Wareneinkauf und Wareneingangskontrolle, Produktion und Qualitätssicherung, Finanzierung und Finanzcontrolling.
Das Vier-Augen-Prinzip ist bei der Funktionstrennung zwischen Frontoffice und Backoffice der verschiedensten Geschäftsbereiche bei Geschäftsabschluss und Geschäftsbestätigung/-Durchführung vorgesehen. In der Datenverarbeitung ist organisatorisch zwischen Datenerfassung und Datenfreigabe zu trennen. Zugriffskontrollen auf IT-Systemen können durch Eingabe von zwei Passwörtern das Vier-Augen-Prinzip realisieren. Die Paarprogrammierung und auch Unterschriftsregelungen bei der Vertretungsmacht durch A- und B-Unterschrift (Kontrolle und Sachbearbeitung, Gegenzeichnung) sind dem Vier-Augen-Prinzip zuzuordnen. Kassierer und Kassenprüfer sind typische Aufgaben mit Vier-Augen-Prinzip. Findet die in der Richtlinie 64/221/EWG geforderte Nachprüfung einer Ausweisungsverfügung durch eine zweite unabhängige Stelle („Vier-Augen-Prinzip“) nicht statt, ist die Ausweisung wegen eines Verfahrensfehlers rechtswidrig, es sei denn, es liegt ein „dringender Fall“ vor.

## Ausprägungen
Das Vier-Augen-Prinzip ist eine Ausprägung des Mehr-Augen-Prinzips. Beim Sechs-Augen-Prinzip gibt es die Beteiligung oder Kontrolle von drei Instanzen als nochmalige Verschärfung der Sicherheit gegenüber dem Vier-Augen-Prinzip. Das 1000-Augen-Prinzip – in Großprojekten auch „10.000-Augen-Prinzip“ – ist eine Methode der Qualitätssicherung in Crowdsourcing-Projekten wie Wikipedia, OpenStreetMap, Wassertiefen-Erfassung von OpenSeaMap und anderen. Tausende Benutzer und Autoren prüfen ihnen bekannte Daten und verbessern diese iterativ. Mit jedem Schritt kann die Qualität ein kleines Stück besser werden – muss aber nicht. So wird ein hoher Qualitätsstandard erreicht, der die Qualität klassischer Verfahren teilweise übertrifft.

## Art der Beteiligung
- Beim Mitwirkenden Mehr-Augen-Prinzip arbeiten zwei oder mehr Personen mit unterschiedlicher Kompetenz zusammen und ergänzen sich gegenseitig. Zur Lösung der Aufgabe ist hier eine Funktionstrennung zwingend erforderlich.
- Beim Bezeugenden Mehr-Augen-Prinzip führt eine Person die Aufgabe aus, während eine oder mehrere andere Personen den Prozess und das Resultat beobachten, bezeugen und bestätigen.

## Einsatzgebiete
Anwendungsbereiche des Mehr-Augen-Prinzips in einer seiner Ausprägungen sind:
- Authentifizierung,
- Entscheidungsfindung und -Umsetzung,
- Qualitätskontrolle (z. B. in der Teilefertigung, Produktion),
- Zugriffskontrolle,
- öffentliche Verwaltung z. B. Hessische Gemeindeordnung,
- betriebliche Verwaltung z. B. Transparency International,
- Produktion von Arzneimitteln, deren Wirkstoffen und Medizinprodukten (GMP),
- Prüfungsabnahme bei Ausbildungen.

Die Vier-Augen-Kontrolle ist branchenübergreifend bei einer Vielzahl von unternehmensinternen Arbeitsprozessen zu finden, die als kritisch gewertet werden. Kritisch sind Prozesse immer dann, wenn sie bei einer nicht ordnungsgemäßen Durchführung Personenschäden oder erhebliche finanzielle Auswirkungen zur Folge haben können. Vier-Augen-Kontrollen sind im Cockpit eines Flugzeugs genauso üblich wie beispielsweise im Zahlungsverkehr. Das Vier-Augen-Prinzip ist oft Bestandteil betrieblicher Regelungen, etwa wichtige und nach außen gerichtete, rechtsbedeutsame Entscheidungen (etwa Kaufverträge) müssen von zwei Personen unterschrieben werden, sofern eine Geringfügigkeitsgrenze überschritten wird.
Das Vier-Augen-Prinzip als Prinzip der Unternehmensführung versucht die Kreativität und Aufmerksamkeit der Entscheidungsträger zu bündeln, um die Effizienz bei Problemlösungen zu steigern: „Vier Augen sehen mehr als zwei“. Von Vorteil ist hierbei auch die Möglichkeit der internen Spezialisierung im Führungsteam sowie die gegenseitige Vertretungsmöglichkeit. Der höhere Zeitbedarf für die Entscheidungsfindung und die dadurch steigenden Kosten werden im Sinne der erwarteten Qualitätssicherung und -verbesserung in Kauf genommen. Sofern es durch gegensätzliche Meinungen zu Patt-Situationen kommt, kann die Entscheidungsfindung jedoch auch blockiert werden. Eine strukturelle Gefahr des Vier-Augen-Prinzips ist die Tendenz zur Oberflächlichkeit in Details, wenn sich die Partner jeweils auf die Aufmerksamkeit des anderen verlassen.
Das Vier-Augen-Prinzip wird zudem bei sicherheitsrelevanten Tätigkeiten angewandt, die von mindestens zwei Personen begleitet werden müssen.
Sicherheitsrelevante Prozesse sind häufig ablauforganisatorisch so ausgestaltet, dass die Vier-Augen-Kontrolle zwingend notwendig stattfinden muss, damit der Prozess abgeschlossen werden kann. Im Zahlungsverkehr kann beispielsweise eine Person die Zahlungsverkehrsdaten zwar in das dazu verwendete System eingeben. Nur die passwortgesteuerte Freigabe durch eine weitere Person ermöglicht aber die elektronische Übermittlung der Daten an die Bank.
Extreme Programming (XP) treibt dieses System mit seinem Pair-Programming auf die Spitze. XP ist trotz seines Namens eher ein Projektmanagement- als ein Programmier-Paradigma. Hier gilt der Grundsatz, dass kein Arbeitsschritt allein durchgeführt wird.
Seltener wird unter Vier-Augen-Prinzip auch die Verpflichtung zum Berufsgeheimnis verstanden: Informationen, die aus einem Vier-Augen-Gespräch herrühren, dürfen nicht an Dritte weitergegeben werden (Schweigepflicht für Ärzte und Anwälte sowie das Beichtgeheimnis für Priester).

## Einsatzbeispiele

### Atomwaffen-Einsatz
Sowohl in der Sowjetunion als auch in den USA galt im Kalten Krieg das Zwei-Mann-Prinzip für den Einsatz von Atomwaffen auf U-Booten. In den USA mussten sowohl der Commanding Officer als auch der Executive Officer den Befehl zum Einsatz von Atomwaffen authentifizieren, auf sowjetischen U-Booten übernahmen diese Aufgabe der Kommandant und der Politoffizier.
Erst durch die Bestätigung beider Personen, dass der Befehl zum Einsatz der Waffen durch das jeweilige Oberkommando authentisch ist, durften die Waffen abgeschossen werden. Heute gelten auf russischen, französischen und britischen U-Booten ähnliche Bestimmungen wie auf amerikanischen Booten.

### Bauwesen (Hochbau)
In Deutschland wird im Bauwesen mit dem Vier- oder sogar Sechs-Augen-Prinzip gearbeitet. Denn in der Regel gibt es den Architekten, der für das Gebäude und den Entwurf zunächst zuständig ist; dann gibt es den Statiker, der die strukturellen Komponenten, die Sicherheit, also die Standfestigkeit und Sicherheit der Konstruktion überprüft. Darüber hinaus gibt es noch den Prüfstatiker, der diese Statik noch einmal überprüft.

### Kreditinstitute
In Kreditinstituten und bei Kapitalverwaltungsgesellschaften ist die Funktionstrennung sogar gesetzlich vorgeschrieben. Für Kreditinstitute sieht das Bankenaufsichtsrecht eine organisatorische Trennung zwischen kundenbezogener Marktseite und Marktfolge vor. Auf der Grundlage des § 25a Abs. 1 KWG hat gemäß BTO 1.1 Tz. 1 MaRisk ein Kreditinstitut eine Trennung zwischen Markt und Marktfolge bis einschließlich zur Ebene der Geschäftsleitung zu gewährleisten. Der „Markt“ initiiert die Geschäfte und verfügt bei Kreditentscheidungen über das erste Votum, die Marktfolge analysiert die Risiken und steuert ein unabhängiges zweites Votum bei. Kapitalverwaltungsgesellschaften haben nach § 29 Abs. 1 KAGB eine dauerhafte Risikocontrollingfunktion einzurichten und aufrechtzuerhalten, die von den operativen Bereichen hierarchisch und funktionell unabhängig ist. Nach der Auffassung des BaFin ist das „Vier-Augen-Prinzip“ nicht erfüllt, wenn nicht mindestens zwei in der Geschäftsleitung tätige Vorstandsmitglieder über die fachliche Qualifikation gemäß § 33 Abs. 1 Nr. 3 und Abs. 2 KWG verfügen. Dabei klärte das Bundesverwaltungsgericht (BVerwG), dass die Frage des Vier-Augen-Prinzips und der fachlichen und persönlichen Eignung getrennt zu sehen sind. Dem Urteil zufolge müssen notwendige Geschäftsleiter im Sinne von § 33 Abs. 1 Nr. 4 KWG eigenverantwortlich tätig sein und bestimmenden Einfluss auf die laufenden Bankgeschäfte nehmen; ihre Tätigkeit muss so ausgestaltet sein, dass die Geschäftsleiter sich gegenseitig kontrollieren, vertreten und entlasten können. Nach § 33 Abs. 1 Nr. 4 KWG kann die Stelle eines gemäß dem Vier-Augen-Prinzip notwendigen Geschäftsleiters nicht durch eine Person eingenommen werden, die zwar Geschäftsleiter im Sinne von § 1 Abs. 2 KWG ist, jedoch nur „ehrenamtlich“ für das Kreditinstitut tätig ist; eine solche Person kann nicht die Funktion eines notwendigen Geschäftsleiters wahrnehmen, weil sie infolge ihrer bloß ehrenamtlichen Tätigkeit hierfür ungeeignet ist.

### Medizin
In der Medizin tritt das Prinzip in Form der Zweitmeinung in Erscheinung. Der Arzt holt eine Zweitmeinung ein, um seine Diagnose vor der Behandlung durch einen Fachkollegen abzusichern. Beispielsweise muss der Hirntod des Patienten von zwei Ärzten unabhängig voneinander festgestellt werden, bevor Organe für eine Organspende entnommen werden dürfen.
In der pharmazeutischen wie auch der chemischen Produktion werden kritische Tätigkeiten abgesichert. Hierzu zählen beispielsweise Berechnungen, die Einwaage von (Roh-)Stoffen, das Ablesen wichtiger Daten sowie alle Tätigkeiten, bei denen Verwechslungen auftreten könnten.

### Vereinsarbeit
In vielen Vereinen wird die Buchführung über die Finanzen des Vereins von einem Schatzmeister durchgeführt. Um den Verein vor möglichen Fehlern, die der Schatzmeister in seiner Abrechnung zufällig gemacht hat und deren Folgen, bspw. bei der Steuerprüfung, zu bewahren, werden üblicherweise ein oder zwei Kassenprüfer eingesetzt. Diese Kassenprüfer bestätigen nach unabhängiger Kontrolle der Buchführung des Kassenwartes/Schatzmeisters, dass die Buchführung rechnerisch und – so weit nachvollziehbar – inhaltlich korrekt ist. Damit wird ein Vier-Augen-Prinzip (ein Kassenprüfer) oder Sechs-Augen-Prinzip (zwei unabhängige Kassenprüfer) zur Korrektheits-Absicherung der Vereins-Buchführung umgesetzt.

## Mathematischer Hintergrund
Nützlich ist folgende mathematische Überlegung:
Die Wahrscheinlichkeit für einen bestimmten, von zwei Personen herbeigeführten Beschluss sei
{\displaystyle \iint \mathrm {d} x_{1}\mathrm {d} x_{2}\,w_{1}(x_{1})\,P(x_{1},x_{2})\,w_{2}(x_{2}).}
Hier sind die {\displaystyle w_{i}(x_{i})\,\mathrm {d} x_{i}} (für i=1 oder 2) individuelle Wahrscheinlichkeiten, und {\displaystyle P(x_{1},x_{2})} eine „Einflussfunktion“, welche die gegenseitige Beeinflussung der beiden Personen beschreibt. Wenn der Beschluss von Außenstehenden als „unvernünftig“ gewertet wird, werden die {\displaystyle w_{i}} im Allgemeinen klein sein.
Wenn die beiden Personen in ihrem Verhalten unabhängig sind, ist P=1. Das Doppelintegral ergibt dann einfach {\displaystyle \Delta _{1}\,w_{1}({\tilde {x}}_{1})\cdot \Delta _{2}\,w_{2}({\tilde {x}}_{2}),} wobei die {\displaystyle \Delta _{i}} kleine {\displaystyle x_{i}}-Intervalle und die {\displaystyle {\tilde {x}}_{i}} beliebige Zwischenwerte aus diesen Intervallen sind (der Einfachheit halber wird Stetigkeit vorausgesetzt). Man erhält also für eine „unvernünftige Entscheidung“ insgesamt einen „quadratisch kleinen“, also „sehr kleinen“ Wert, z. B. 0,01, während man bei nur einer Person dieselbe „unvernünftige Entscheidung“ nur einen „einfach-kleinen“ Wert erhielte, z. B. 0,1.
Nun zur Einflussfunktion: Im Allgemeinen ist der Einfluss der zweiten Person auf die erste positiv zu bewerten, da „vernünftige Beschlüsse“ bzw. Kompromisse gefördert werden. Es ist aber nicht ausgeschlossen, allerdings sehr unwahrscheinlich, dass die zweite Person die erste zur Unvernunft oder zur Kompromisslosigkeit ermuntert. In einem solchen Fall, der – wie gesagt, bei unabhängigen Stichproben unwahrscheinlich ist – träfe ein „Vier-Augen-Beschluss“ also mit höherer Wahrscheinlichkeit „unvernünftige“ Alternativen.
Kooperation ist demnach zwar ein komplexes Phänomen; mit höherer Wahrscheinlichkeit führt sie aber zu vernünftigeren Beschlüssen (siehe alle Standardlehrbücher der mathematischen Statistik; benutzt werden vor allem Aussagen über unabhängige Stichproben).